# Dicksonia arborescens
 (mars 2023).
Si vous disposez d'ouvrages ou d'articles de référence ou si vous connaissez des sites web de qualité traitant du thème abordé ici, merci de compléter l'article en donnant les références utiles à sa vérifiabilité et en les liant à la section « Notes et références ».
Espèce
Statut de conservation UICN

VU : Vulnérable
Dicksonia arborescens est une espèce de la famille des Dicksoniaceae, endémique de l'île de Sainte-Hélène.

## Habitats

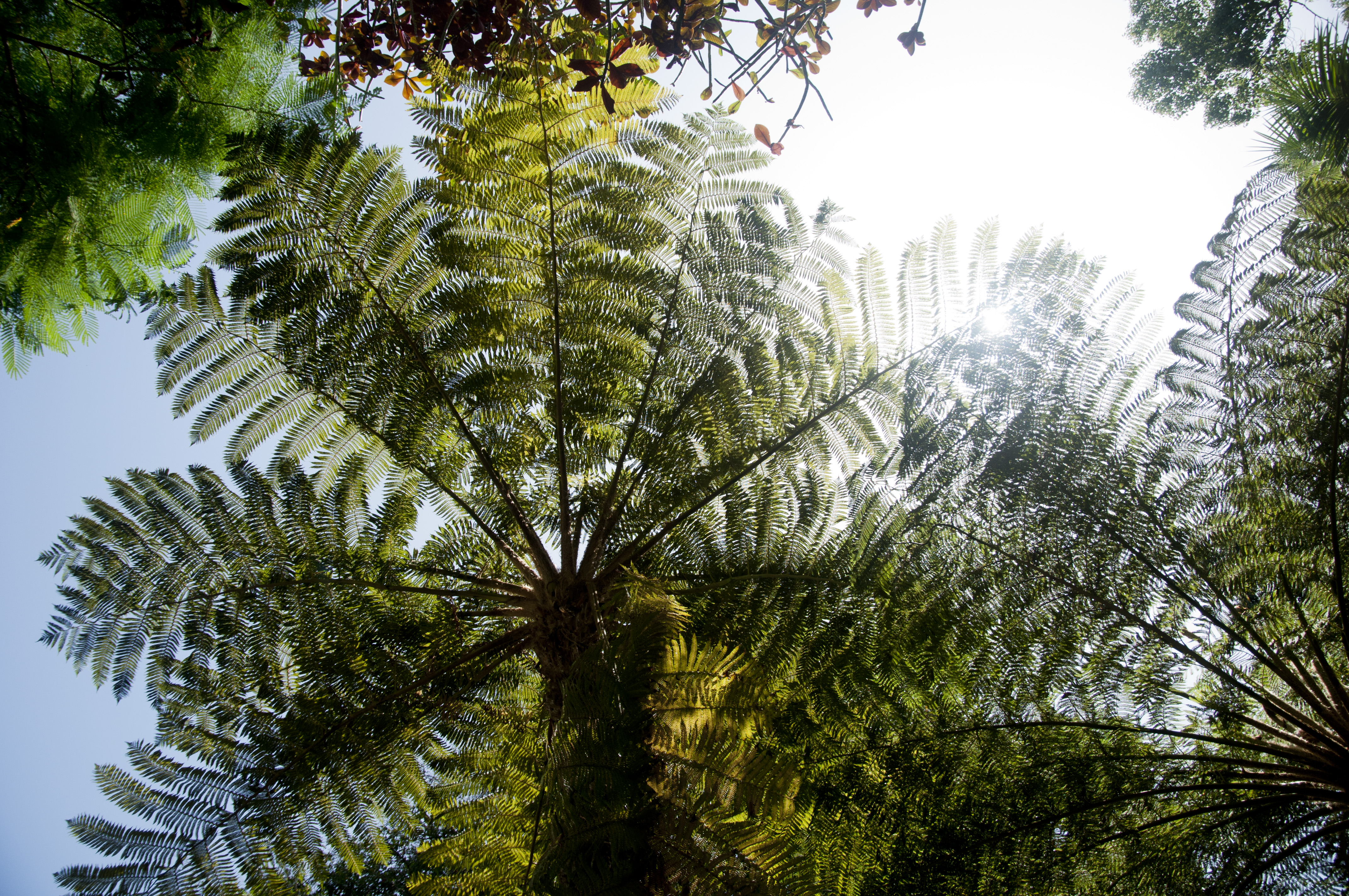

Dicksonia arborescens est présente dans les parties les plus élevées de la crête centrale de l'île de Sainte-Hélène, nommé plus communément, fourrés de fougères arborescente. Elle a été inscrite dans la liste des espèces menacées en 2015
C'est un élément important de la végétation et qui constitue l'un des derniers vestiges de la végétation indigène. De nombreuses autres plantes endémiques germent sur les stipes, ce qui fait donc office de pépinière pour la flore indigène.[réf. souhaitée]
Le genre Dicksonia contient plusieurs espèces largement dispersées dans le monde.
L'Héritier décrit l'espèce de Sainte-Hélène en 1789 à partir de spécimens cultivés qu'il a vus alors qu'il vivait à Londres.